# Błatnia

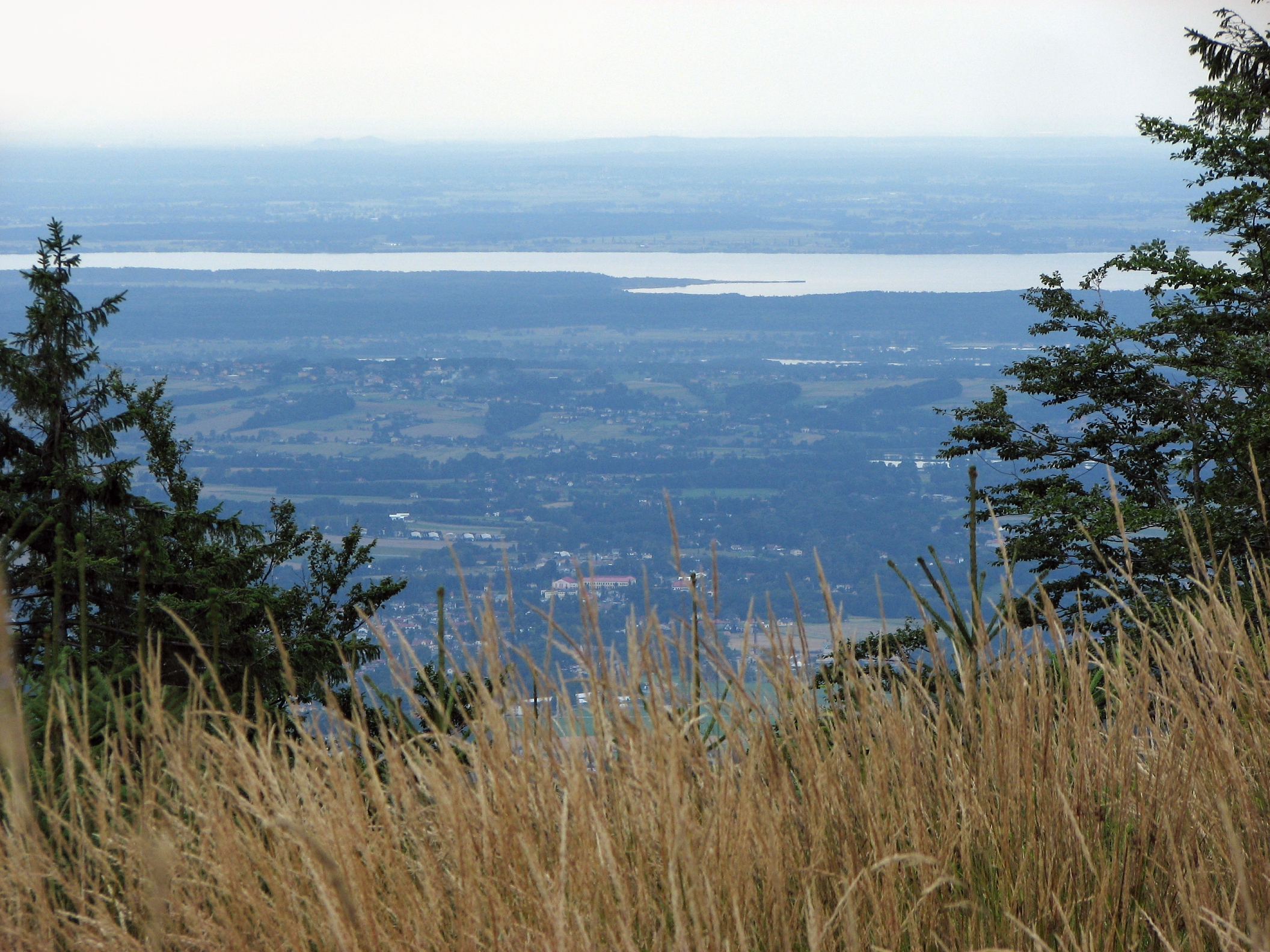
Blick vom Gipfel auf das Jezioro Goczałkowickie

Die Błatnia ist ein Berg in Polen. Er liegt auf der Grenze der Gemeindegebiete von Brenna und Jaworze. Mit einer Höhe von 885 m ist er der höchste Berg im Klimczok-Kamm der Schlesischen Beskiden. Der Berg ist ein beliebtes Touristenziel mit vielen Ausblicken auf die benachbarten Gebirge und das Tiefland. 

## Tourismus
- Auf den Gipfel führen mehrere markierte Wanderwege von Brenna.
- Knapp unterhalb des Gipfels befindet sich die PTTK-Berghütte Błatnia.

## Panorama

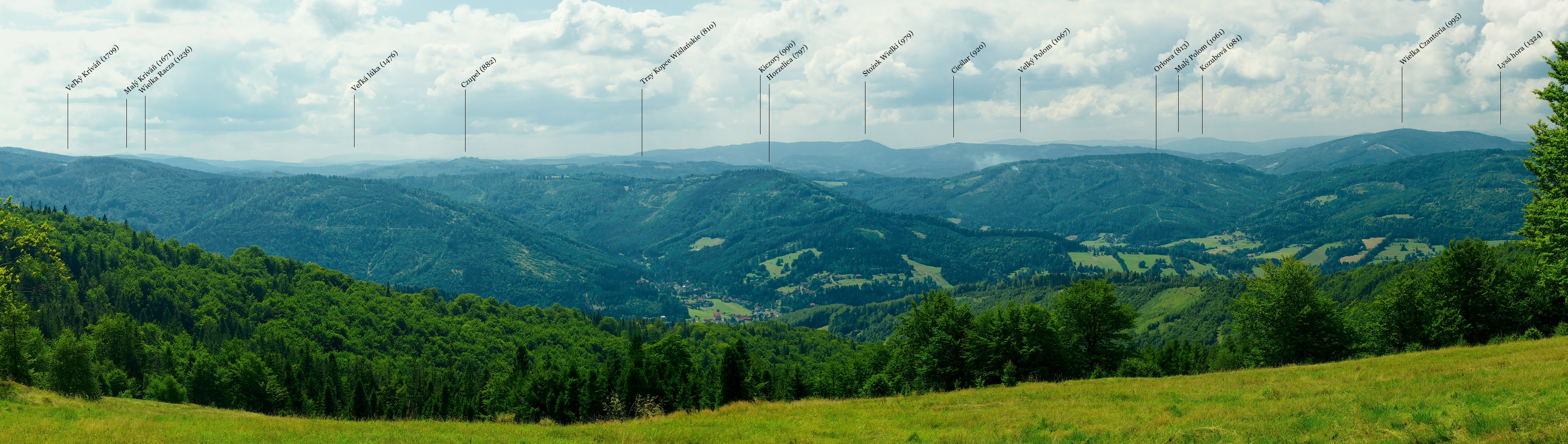
Panorama vom Gipfel auf die Schlesischen Beskiden